# Diskografie Petry Marklund
Toto je seznam vydané diskografie švédské zpěvačky Petry Marklund, známá jako September.

## Studiová alba

### September
| September                                                                               | - Vydáno: 11. září 2004  | 36 | —  | —  | —  |                    |
| In Orbit                                                                                | - Vydáno: 26. října 2005 | 17 | —  | 36 | 10 | - ZPAV: Gold       |
| Dancing Shoes                                                                           | - Vydáno: 26. září 2007  | 12 | —  | —  | 19 |                    |
| Love CPR                                                                                | - Vydáno: 14. února 2011 | 1  | 33 | 26 | 26 | - GLF: 2× Platinum |
| "—" značí, že se nahrávka neumístila v hitparádách nebo v tomto území ani nebyla vydána |                          |    |    |    |    |                    |

### Petra Marklund
| Teen Queen                                                                              | - Vydáno: 2000               | —  |                 |
| Inferno                                                                                 | - Vydáno: 17. října 2012     | 1  | - GLF: Platinum |
| Ensam inte stark                                                                        | - Vydáno: 13. listopadu 2015 | 11 |                 |
| Frimärken                                                                               | - Vydáno: 11. června 2021    | —  |                 |
| "—" značí, že se nahrávka neumístila v hitparádách nebo v tomto území ani nebyla vydána |                              |    |                 |

## Kompilační alba

### September
| September                                                                               | - Vydáno: 26. února 2008 (US, Japonsko, Kanada, Austrálie)                      | 15 | 22 |
| Dancing in Orbit                                                                        | - Vydáno: 8. května 2008 (Benelux)                                              | —  | —  |
| Gold                                                                                    | - Vydáno: 14. listopadu 2008 (Německo, Skandinávie, Austrálie, Rusko a Francie) | —  | —  |
| Cry for You – The Album                                                                 | - Vydáno: 2. srpna 2009 (UK, Irsko)                                             | —  | —  |
| "—" značí, že se nahrávka neumístila v hitparádách nebo v tomto území ani nebyla vydána |                                                                                 |    |    |

## Extended play

### Petra Marklund
| Název   | Detaily                  |
| ------- | ------------------------ |
| Maneter | - Vydáno: 16. října 2020 |

## Singly

### September

#### Jako hlavní umělkyně
| Název | Píseň                         | Umístění v hitparádách | Umístění v hitparádách | Umístění v hitparádách | Umístění v hitparádách | Umístění v hitparádách | Umístění v hitparádách | Umístění v hitparádách | Umístění v hitparádách | Umístění v hitparádách | Umístění v hitparádách | Umístění v hitparádách | Certifikace                                                                       | Album         |
| Název | Píseň                         | SWE                    | AUS                    | FIN                    | IRE                    | NLD                    | POL                    | ROM                    | SPA                    | UK                     | US                     | US Dance               | Certifikace                                                                       | Album         |
| ----- | ----------------------------- | ---------------------- | ---------------------- | ---------------------- | ---------------------- | ---------------------- | ---------------------- | ---------------------- | ---------------------- | ---------------------- | ---------------------- | ---------------------- | --------------------------------------------------------------------------------- | ------------- |
| 2003  | "La La La (Never Give It Up)" | 8                      | —                      | —                      | —                      | —                      | —                      | 7                      | —                      | —                      | —                      | —                      |                                                                                   | September     |
| 2003  | "We Can Do It"                | 10                     | —                      | —                      | —                      | —                      | —                      | —                      | —                      | —                      | —                      | —                      |                                                                                   | September     |
| 2004  | "September All Over"          | 8                      | —                      | —                      | —                      | —                      | —                      | —                      | —                      | —                      | —                      | —                      |                                                                                   | September     |
| 2005  | "Satellites"                  | 4                      | —                      | 18                     | —                      | —                      | 1                      | 5                      | 1                      | 96                     | —                      | 8                      | - GLF: Platinum - BPI: Silver                                                     | In Orbit      |
| 2005  | "Looking for Love"            | 17                     | —                      | —                      | —                      | —                      | 4                      | —                      | 15                     | —                      | —                      | —                      |                                                                                   | In Orbit      |
| 2006  | "Flowers on the Grave"        | —                      | —                      | —                      | —                      | —                      | —                      | —                      | —                      | —                      | —                      | —                      |                                                                                   | In Orbit      |
| 2006  | "It Doesn't Matter"           | —                      | —                      | —                      | —                      | —                      | —                      | 66                     | —                      | —                      | —                      | —                      |                                                                                   | In Orbit      |
| 2006  | "Cry for You"                 | 6                      | 14                     | 13                     | 8                      | 10                     | —                      | —                      | 9                      | 5                      | 74                     | 1                      | - IFPI DEN: Platinum - RIAA: Gold - ARIA: Gold - MC: Gold - GLF: Gold - BPI: Gold | In Orbit      |
| 2007  | "Can't Get Over"              | 5                      | 41                     | 10                     | 38                     | 35                     | —                      | —                      | 5                      | 14                     | —                      | 12                     |                                                                                   | Dancing Shoes |
| 2007  | "Until I Die"                 | 5                      | —                      | 6                      | —                      | 91                     | 4                      | 29                     | —                      | —                      | —                      | —                      |                                                                                   | Dancing Shoes |
| 2008  | "Because I Love You"          | 43                     | —                      | —                      | —                      | —                      | —                      | —                      | —                      | —                      | —                      | —                      |                                                                                   | Dancing Shoes |
| 2010  | "Mikrofonkåt"                 | 1                      | —                      | —                      | —                      | —                      | —                      | —                      | —                      | —                      | —                      | —                      | - GLF: 8× Platinum                                                                | Love CPR      |
| 2010  | "Resuscitate Me"              | 45                     | —                      | —                      | —                      | —                      | —                      | —                      | —                      | —                      | —                      | —                      |                                                                                   | Love CPR      |
| 2010  | "Kärlekens tunga"             | 6                      | —                      | —                      | —                      | —                      | —                      | —                      | —                      | —                      | —                      | —                      | - GLF: Platinum                                                                   | Love CPR      |
| 2010  | "Baksmälla" (s Petter)        | 3                      | —                      | —                      | —                      | —                      | —                      | —                      | —                      | —                      | —                      | —                      | - GLF: Platinum                                                                   | Love CPR      |
| 2011  | "Me & My Microphone"          | —                      | —                      | —                      | —                      | —                      | —                      | —                      | —                      | —                      | —                      | —                      |                                                                                   | Love CPR      |
| 2011  | "Party in My Head"            | 32                     | —                      | —                      | —                      | —                      | —                      | —                      | —                      | —                      | —                      | —                      |                                                                                   | Love CPR      |
| 2012  | "Hands Up"                    | —                      | —                      | —                      | —                      | —                      | —                      | —                      | —                      | —                      | —                      | —                      |                                                                                   | Love CPR      |
| 2023  | "Ocean of Love"               | —                      | —                      | —                      | —                      | —                      | —                      | —                      | —                      | —                      | —                      | —                      |                                                                                   |               |

#### Spolupráce s jinými interprety
| Název | Píseň                                | Album     |
| ----- | ------------------------------------ | --------- |
| 2008  | "Breathe" (Schiller feat. September) | Sehnsucht |

### Petra Marklund

#### Sólo tvorba mimo hlavní alba (2012–2023)
| Název | Píseň                                            | Umístění v hitparádách | Certifikace        | Album                                            |
| Název | Píseň                                            | SWE                    | Certifikace        | Album                                            |
| ----- | ------------------------------------------------ | ---------------------- | ------------------ | ------------------------------------------------ |
| 2012  | "Händerna mot himlen"                            | 2                      | - GLF: 6× Platinum | Inferno                                          |
| 2013  | "Sanningen"                                      | —                      |                    | Inferno                                          |
| 2013  | "Förlorad värld"                                 | —                      |                    | Inferno                                          |
| 2014  | "Cecilia"                                        | —                      |                    | Singly bez alb                                   |
| 2015  | "Det som händer i Göteborg (stannar i Göteborg)" | —                      |                    | Singly bez alb                                   |
| 2015  | "Som du bäddar"                                  | —                      |                    | Ensam inte stark                                 |
| 2016  | "Kidz" (feat. Linnea Henriksson)                 | —                      |                    | Ensam inte stark                                 |
| 2016  | "Alla känner apan" (Hanzén Remix)                | —                      |                    | Ensam inte stark                                 |
| 2018  | "En tuff brud i lyxförpackning"                  | —                      |                    | Singl bez alb                                    |
| 2019  | "Som isarna"                                     | 54                     |                    | Så mycket bättre (Alla tolkningarna - Säsong 10) |
| 2019  | "Broarna som bär oss över"                       | 95                     |                    | Så mycket bättre (Alla tolkningarna - Säsong 10) |
| 2019  | "Rosa moln"                                      | 82                     |                    | Så mycket bättre (Alla tolkningarna - Säsong 10) |
| 2020  | "Du äger ditt skimmer"                           | —                      |                    | Maneter, Frimärken                               |
| 2020  | "Djur"                                           | —                      |                    | Maneter, Frimärken                               |
| 2020  | "Panna mot panna (Forever Young)"                | —                      |                    | Maneter, Frimärken                               |
| 2020  | "Maneter"                                        | —                      |                    | Maneter, Frimärken                               |
| 2021  | "Rapsodier (Morgonrodnad)"                       | —                      |                    | Singly bez alb                                   |
| 2021  | "Kärleken ska gå runt (Pantamera)"               | —                      |                    | Singly bez alb                                   |
| 2021  | "Pengar"                                         | —                      |                    | Frimärken                                        |
| 2021  | "Dom kallar mig för…"                            | —                      |                    | Frimärken                                        |
| 2023  | "Ocean of Love"                                  | —                      |                    |                                                  |

#### Hostování v projektech a sbírkách
| Název | Píseň                                                  | Album          |
| ----- | ------------------------------------------------------ | -------------- |
| 2012  | "A Fairytale of New York" (jako PP3 Music Aid)         | Singly bez alb |
| 2019  | "Strawberry Fields" (Ludwig Bell feat. Petra Marklund) | Singly bez alb |